# Cantón de Longny-au-Perche
El cantón de Longny-au-Perche era una división administrativa francesa, que estaba situada en el departamento de Orne y la región de Baja Normandía.

## Composición
El cantón estaba formado por trece comunas:
- Bizou
- La Lande-sur-Eure
- Le Mage
- Le Pas-Saint-l'Homer
- Les Menus
- L'Hôme-Chamondot
- Longny-au-Perche
- Malétable
- Marchainville
- Monceaux-au-Perche
- Moulicent
- Neuilly-sur-Eure
- Saint-Victor-de-Réno

## Supresión del cantón de Longny-au-Perche
En aplicación del Decreto nº 2014-247 de 25 de febrero de 2014, el cantón de Longny-au-Perche fue suprimido el 22 de marzo de 2015 y sus 13 comunas pasaron a formar parte del nuevo cantón de Tourouvre.